# Bulbophyllum khaoyaiense
Bulbophyllum khaoyaiense là một loài phong lan thuộc chi Bulbophyllum.